# Torquay Cup 1972
Il Torquay Cup 1972 è stato un torneo di tennis. È stata la 2ª edizione del torneo, che fa parte dei Tornei di tennis femminili indipendenti nel 1972. Si è giocato a Torquay in Gran Bretagna, dal 6 al 12 novembre 1972.

## Campionesse

### Singolare
Margaret Smith Court ha battuto in finale  Virginia Wade con il punteggio di 2–6, 6–3, 6–1

### Doppio
Margaret Smith Court /  Virginia Wade hanno battuto in finale  Brenda Kirk /  Sharon Walsh con il punteggio di 6–4, 6–4